# Václav Kaplický

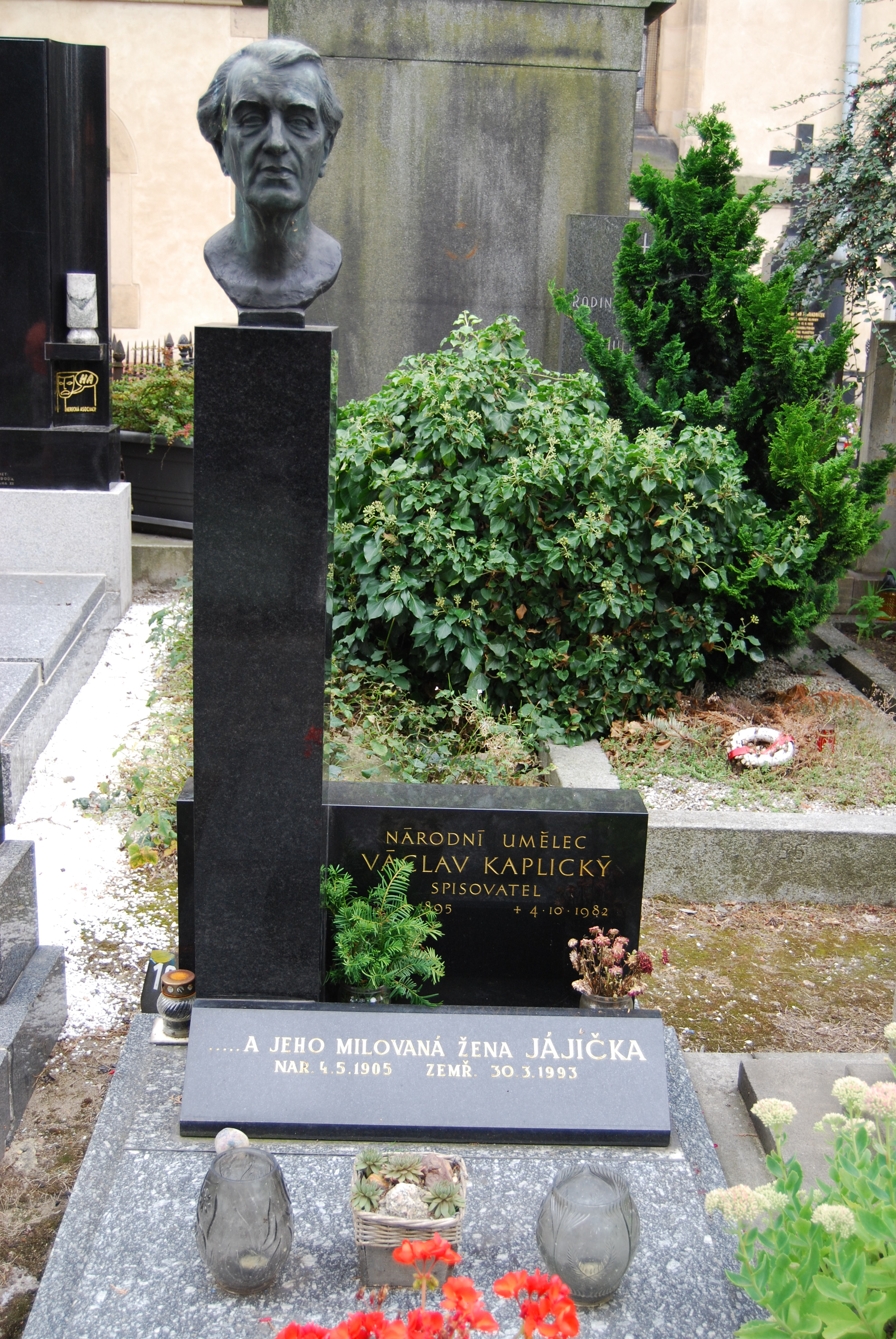
Hrob národního umělce, spisovatele Václava Kaplického. Vyšehradský hřbitov. Praha (busta od sochaře Břetislava Bendy)

Václav Kaplický (28. srpna 1895 Červený Dvůr – 4. října 1982 Praha) byl český prozaik, publicista, autor beletristických kronik z českých dějin a legionářské prózy. Především je znám jako autor historické beletrie.

## Život
Narodil se na samotě Červený Dvůr nedaleko Kozího Hrádku, kde byl jeho otec Emanuel Kaplický nájemcem dvora. Studoval na gymnáziu a reálce v Táboře, kde po tu dobu bydlel (1904–1914) v domě na náměstí blízko školy (viz foto). Roku 1914 odmaturoval a hned roku následujícího byl odveden do první světové války a dostal se na haličskou frontu. Zde byl 10. srpna 1916 zajat, a 1. září téhož roku vstoupil do československých legií a stal se členem 1. střeleckého pluku. Roku 1918 byl delegátem (zapisovatelem) zakázaného II. vojenského sjezdu legií, po tomto zjištění byl zatčen a vězněn ve Vladivostoku.
Po návratu do Československa (1919) se stal zaměstnancem sekretariátu socialistického Svazu československých legionářů, krátce na to byl (1919–1922) úředníkem ministerstva národní obrany.
V letech 1922–1950 pracoval v několika nakladatelstvích (např. Čin, Pokrok, Družstevní práce, Melantrich), nejprve jako úředník a později jako odpovědný redaktor, kupř. v roce 1926 pracoval v redakci publikace Adolfa Zemana Cestami odboje – Jak žily a kudy táhly československé legie. Od roku 1950 se věnoval pouze literatuře v tomto období téměř výhradně historické próze a těžištěm jeho tvorby se stala doba husitská a doba pobělohorská.
V roce 1978 byl jmenován národním umělcem. Byl přítelem spisovatele a humoristy Jaroslava Žáka, jehož po únoru 1948 podporoval.
Václav Kaplický je pochován na čestném místě – vyšehradském hřbitově. Busta na jeho hrobě je dílem sochaře Břetislava Bendy.

## Dílo

### Historické romány
- Kraj kalicha, 1945 – z husitského prostředí
- Hvězda na východě, 1946 – román přibližuje první léta republiky. Jeho hrdina, legionář, se vrací do osvobozené vlasti a nenalézá takovou zem, za niž bojoval, zem osvobozenou nejen od útisku národního, ale především od útisku sociálního.
- Čtveráci, 1952 – z prostředí selského povstání z let 1618–1620
- Železná koruna (2 díly), 1954 – román o utrpení lidu v českých zemích po třicetileté válce, robotní povinnosti, zvůli vrchnosti i povstáních, za které následovaly nejkrutější tresty (v závěru jsou jim mírné úlevy v robotě přiznány)
- Smršť, 1955
- Rekruti, 1956
- Listy z kronik, 1958 – pět historických povídek ze severu Čech
- Zaťatá pěst, 1959
- Kladivo na čarodějnice, 1963 – podkladem je skutečná událost z konce 17. století – čarodějnický proces s více než sto osobami z okolí Velkých Losin řízený inkvizitorem Bobligem z Edelstatu; hlavní postavou je osvícený šumperský děkan Kryštof Alois Lautner, který se ovšem také stane jednou z nevinných obětí
- Táborská republika (3 díly), 1969 – pojednává o husitství
- Nalezeno právem, 1971 – odehrává se v roce 1687, motiv nespravedlivého obvinění Žida z rituální vraždy
- Škůdce zemský Jiří Kopidlanský, 1976 – z období Jagellonců
- Veliké theatrum, 1977 – doba počátků třicetileté války včetně popisu příprav na bitvu na Bílé hoře
- Kdo s koho, 1979 – z období Jagellonců
- Život alchymistův, 1980 – děj na dvoře Rudolfa II.; ztvárňuje vzestup a pád císařova dvorního alchymisty, Angličana Edwarda Kelleyho

### Autobiografie a různé
- Gornostaj, 1936 – román o čsl. legiích, o zradě velení legií, kteří zajali řádně zvolené zástupce legionářů a internovali je na ostrově[zdroj?] Gornostaj – je založen na historické skutečnosti
- Ještě nehřmí, 1944 – román
- Dobří přátelé, 1961 – vyprávění o přírodě; vypovídá o autorově lásce k ní a tu se snaží probudit i ve čtenáři
- Ani tygři, ani lvi, 1966 – drobné prózy o zvířatech a domácích mazlíčcích
- Od města k městu, 1975 – putování skupiny studentů Čechami
- Hrst vzpomínek z mládí, 1988 – první část memoárů, k vydání připravila Jaromíra Nejedlá
- Hrst vzpomínek z dospělosti, 2010 – druhá část memoárů, k vydání připravil Martin Kučera

### Pro mládež
- O věrnosti a zradě, 1959 – 15 drobných historických příběhů, mj. o útěku mladého Viléma Zajíce z Házemburka z řad křižáckých žoldnéřů, o králi Václavovi IV.
- Bandita, Paťara a spol., 1969 – kniha pro chlapce
- Královský souboj, 1971

### Filmografie
Na námět Kaplického románu Kladivo na čarodějnice natočil v roce 1969 režisér Otakar Vávra stejnojmenný film s Vladimírem Šmeralem v roli inkvizitora Bobliga.

## Galerie

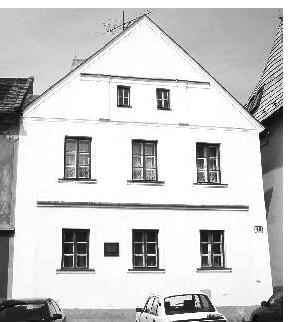
Tábor, nám. Mikuláše z Husi, dům č. p. 40 s deskou Václava Kaplického
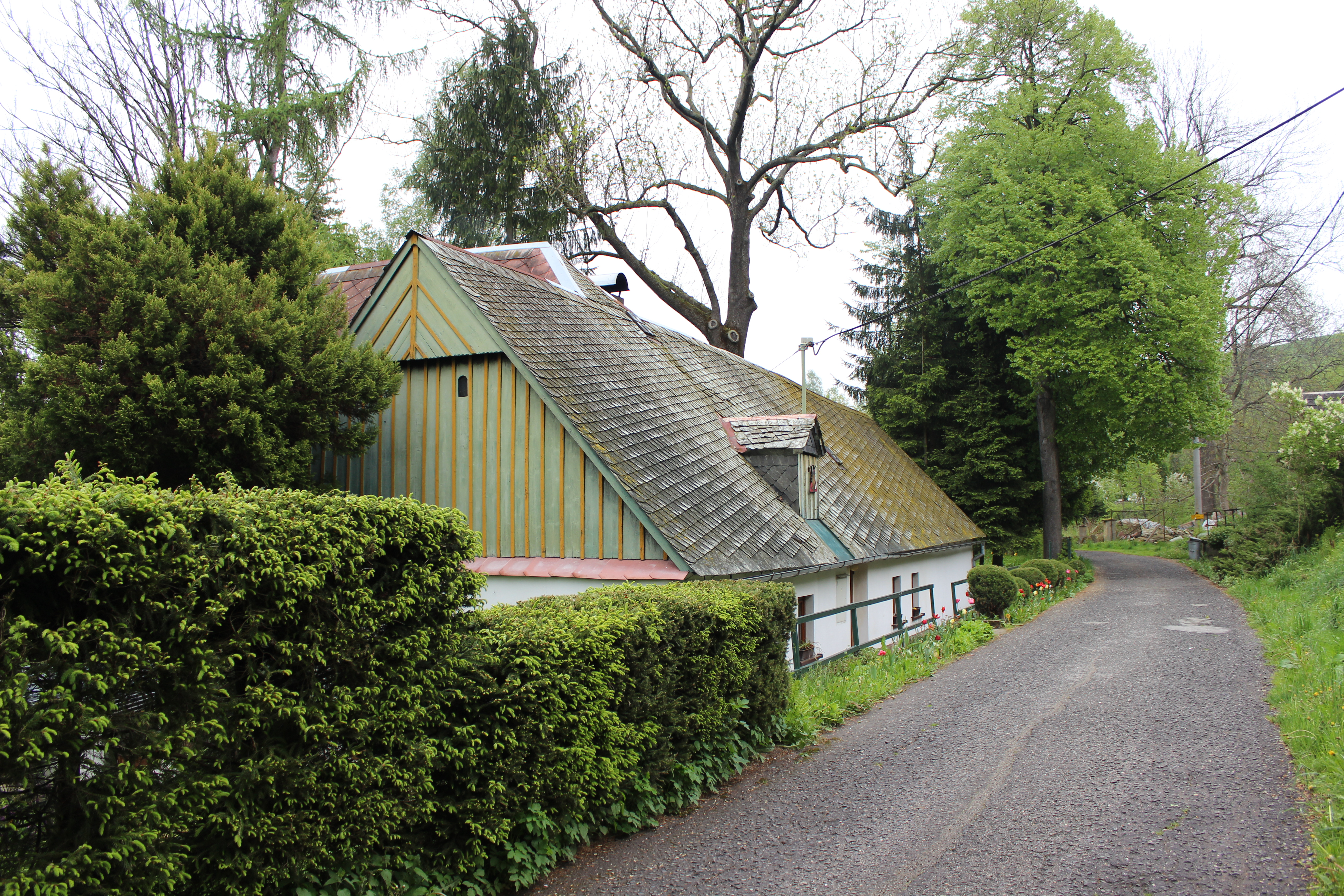
Dům v Pekle, ve kterém napsal román Železná koruna
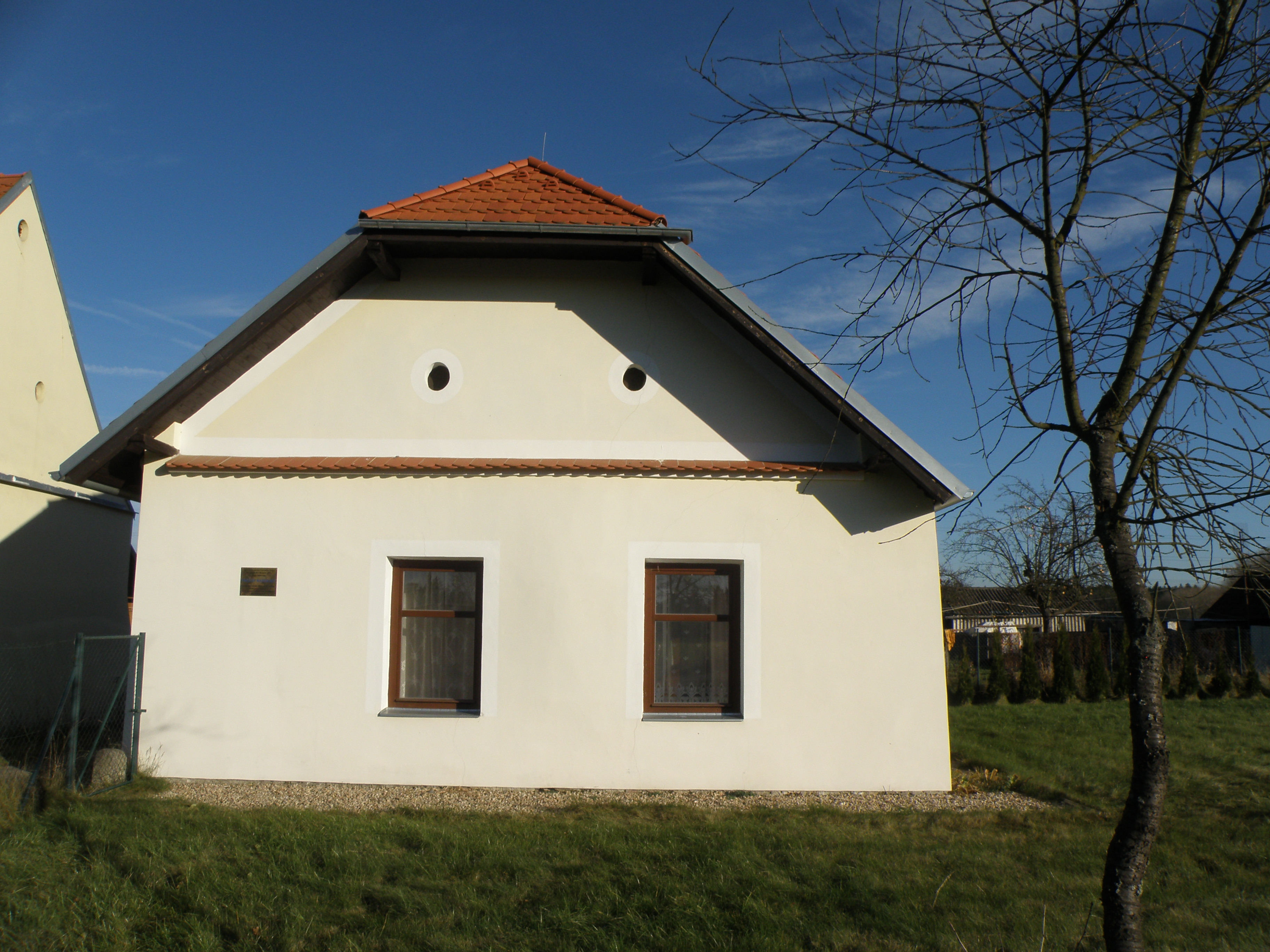
Rodný dům Václava Kaplického